# Pierce-Arrow

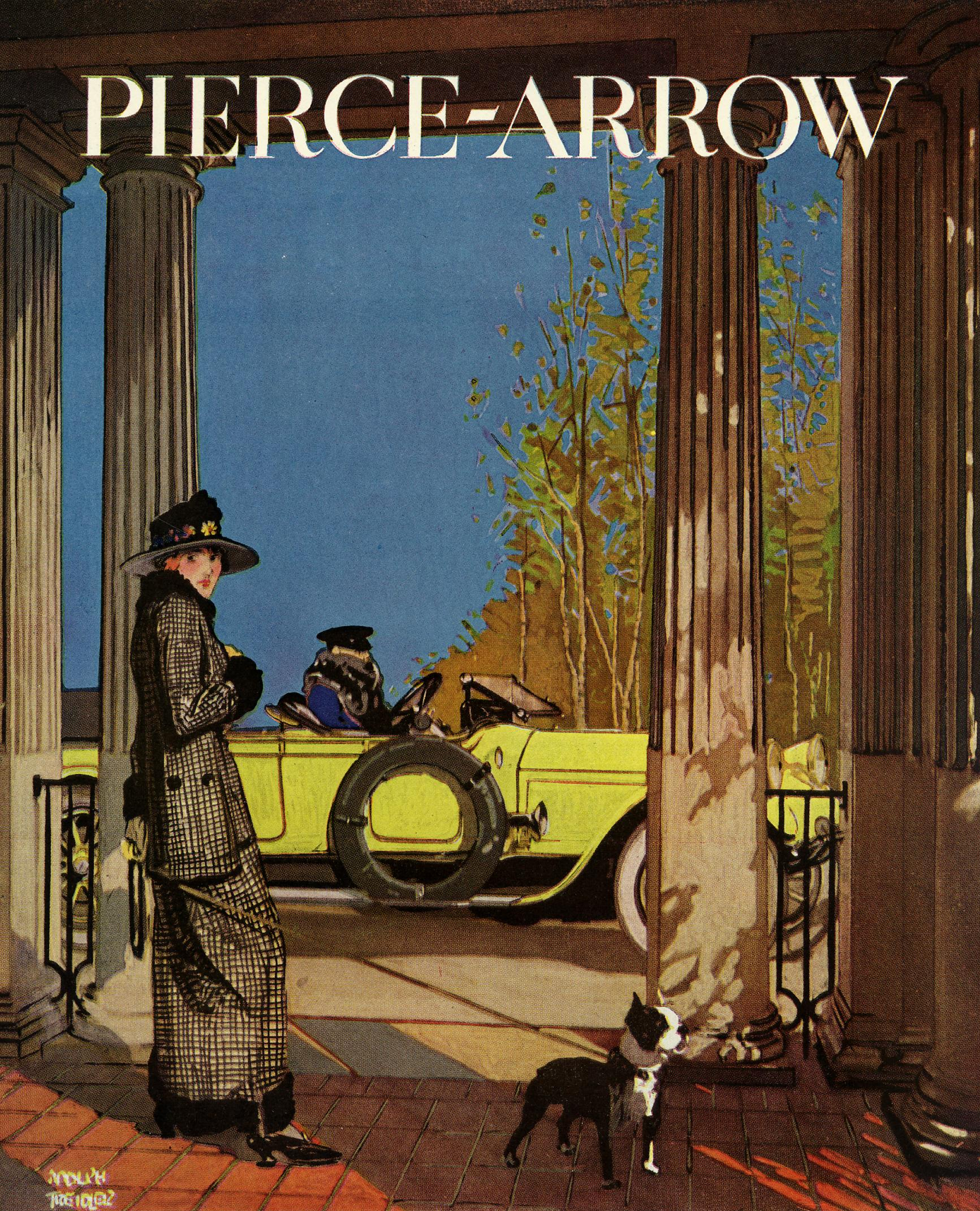
Plakat reklamowy firmy

Pierce-Arrow – marka luksusowych samochodów amerykańskich. Firmę założył George N. Pierce z synem w Buffalo (stan Nowy Jork) w 1873 roku, od 1901 produkowała samochody. Istniała do 1938 r. 

## Historia
Firma pierwotnie produkowała sprzęt gospodarstwa domowego i rowery. W 1900 r. wyprodukowała swój pierwszy automobil napędzany silnikiem parowym a w roku następnym lekki samochód z silnikiem De Dion-Bouton. 
Następne modele zdobywały uznanie w trakcie wyścigów. Jego duże 4-cylindrowe jednostki napędowe (dźwignia zmiany biegów przy kierownicy) były cenione za dobrą konstrukcję. Od 1910 oferowano już tylko auta z silnikami 6-cylindrowymi. W 1912 r. producent wyprodukował największy seryjnie produkowany silnik instalowany w amerykańskich samochodach model 66 KM (66 CV), 13,5 litra pojemności. W roku 1923 pojawił się model z reflektorami wpuszczanymi w błotniki. Od 1921 Pierce-Arrow stosował hamulce na wszystkich kołach.
Po przejęciu Pierce-Arrow przez firmę Studebaker, w 1938 r. z powodu wielkiego kryzysu oraz nierentowności produkcja marki została wstrzymana.
W 2006 roku grupa miłośników klasycznych samochodów ze Szwajcarii wykupiła prawa do marki Pierce-Arrow, produkowany jest 10-litrowy, 24-cylindrowy samochód zaprojektowany przez Luigiego Colaniego.

## Modele marki

Pierce-Arrow
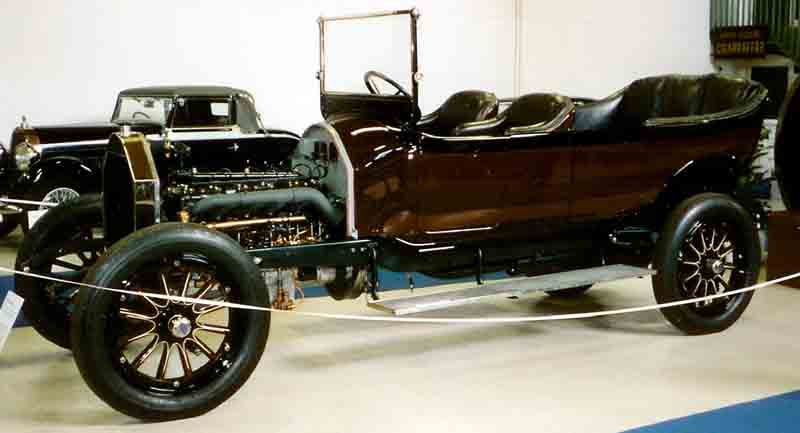
Pierce-Arrow Model 48-B (1919)
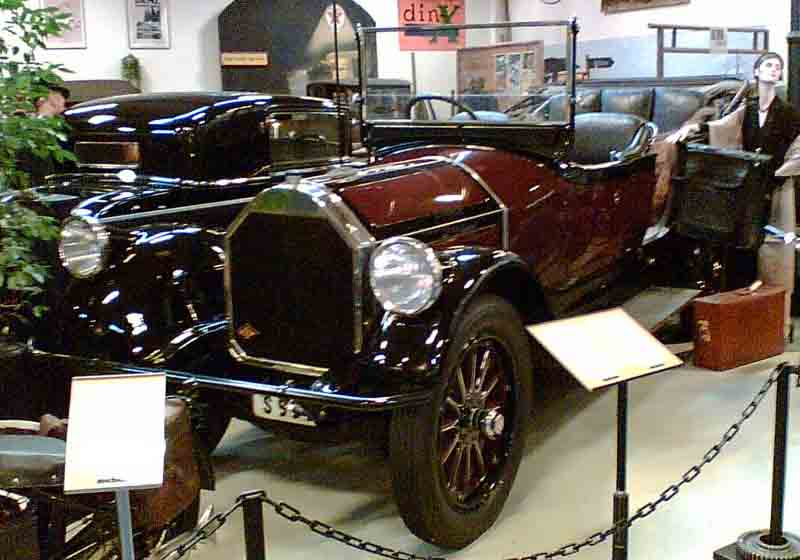
Pierce-Arrow Model 48-B (1919)
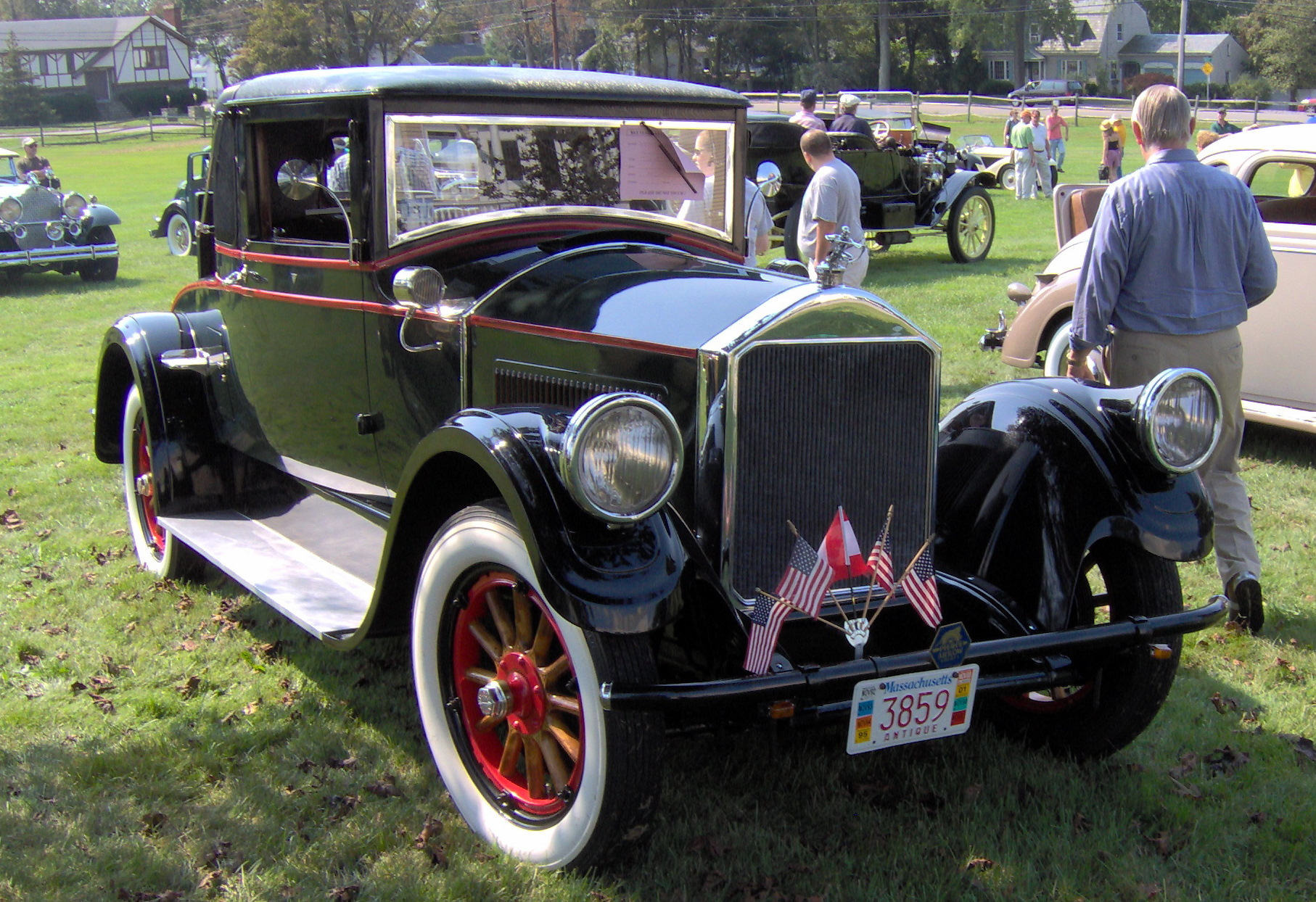
Pierce-Arrow Model 33 (1922)
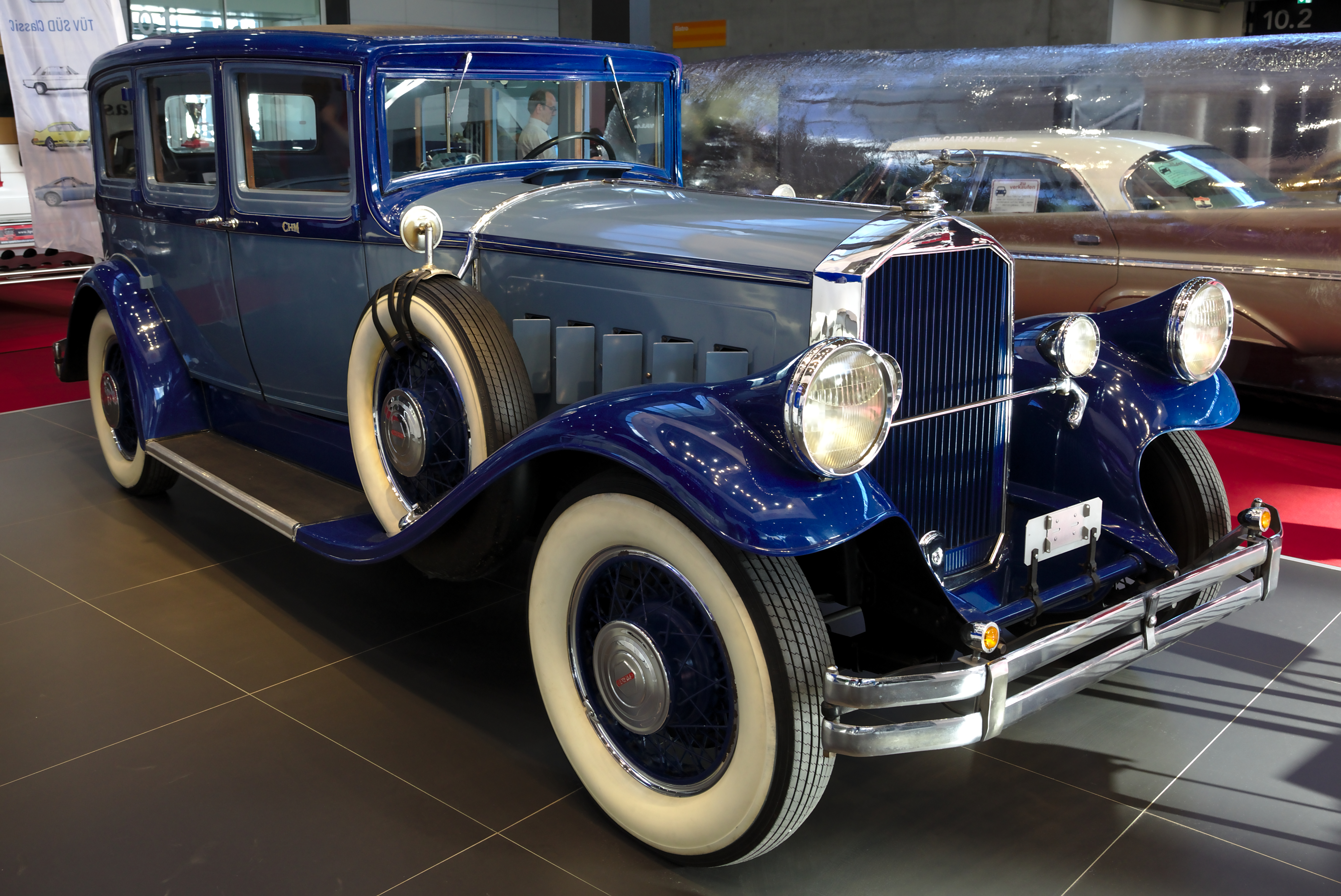
Pierce-Arrow Model B (1930)
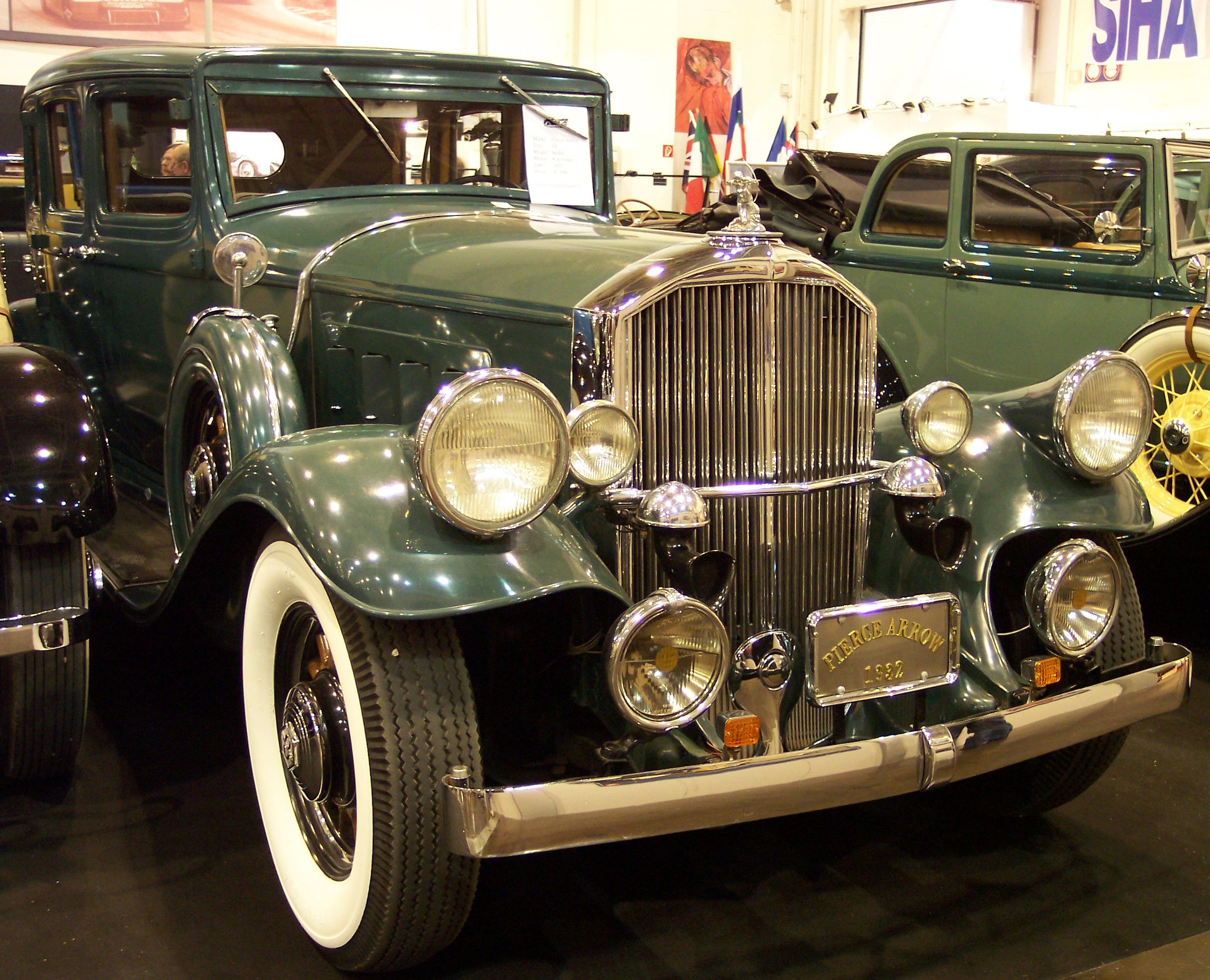
Pierce-Arrow (1932)
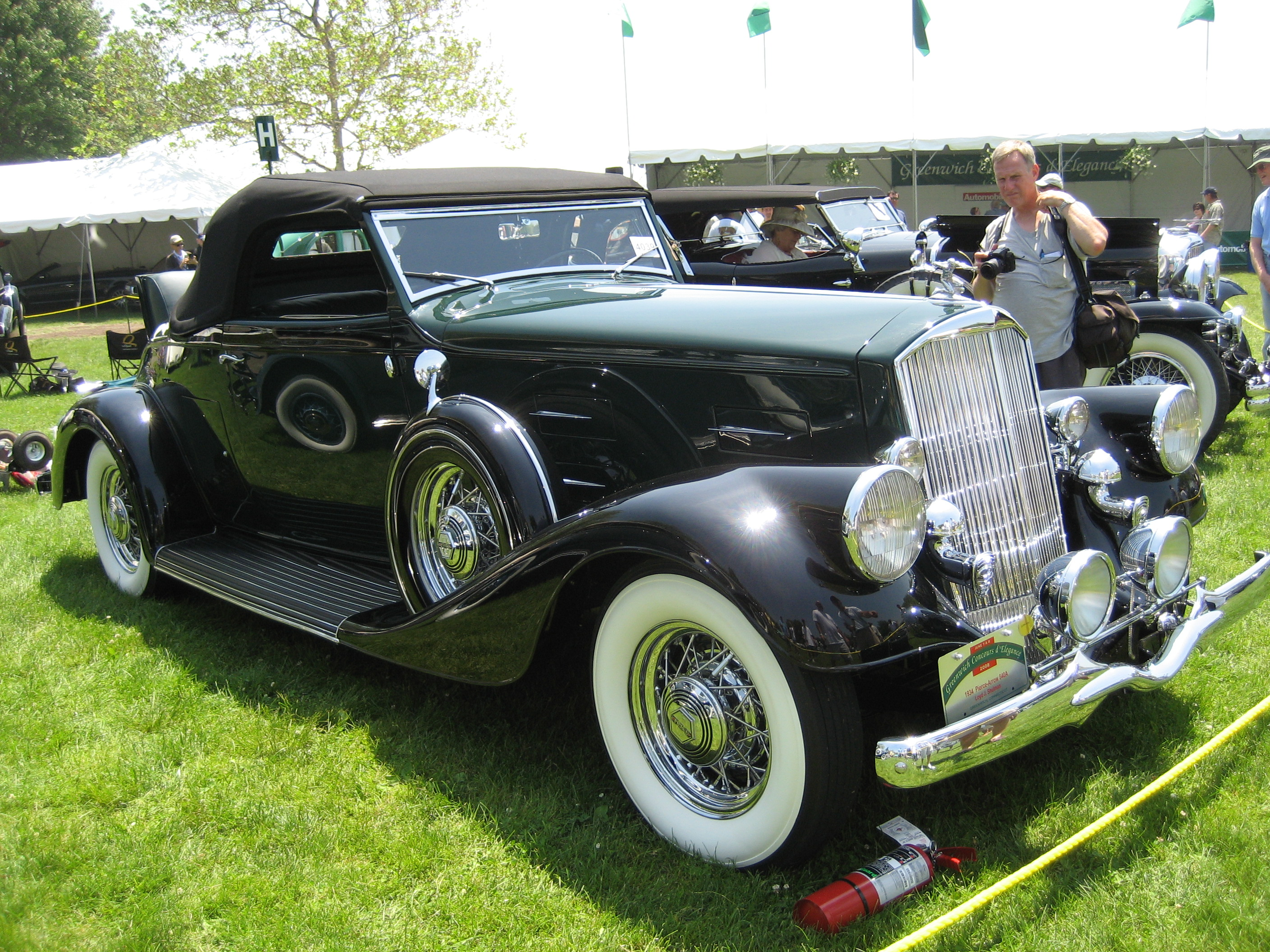
Pierce-Arrow Model 840 (1934)